# Condado de Orange (Virgínia)
O Condado de Orange é um dos 95 condados do estado americano de Virgínia. A sede do condado é Orange, e sua maior cidade é Orange. O condado possui uma área de 889 km² (dos quais 4 km² estão cobertos por água), uma população de 25 881 habitantes, e uma densidade populacional de 29 hab/km² (segundo o censo nacional de 2000). O condado foi fundado em 1734.